# Oblastní rada Neve midbar
Oblastní rada Neve midbar (hebrejsky מועצה אזורית נווה מדבר‎, mo'aca ezorit Neve midbar, arabsky المجلس الإقليمي واحة الصحراء‎, madžlis iklimi Wáha as-sahrá'), doslova oblastní rada Pouštní oáza, je oblastní rada (jednotka územní správy a samosprávy) v jižním distriktu v Izraeli sdružující několik beduínských vesnic. Rozkládá v několika územně nepropojených enklávách v různých částech Negevské pouště.

## Dějiny
Vznikla v roce 2012 rozdělením stávající oblastní rady Abú Basma na dvě oblastní rady. Rada má velké pravomoci zejména v provozování škol, územním plánování a stavebním řízení nebo v ekologických otázkách.

## Seznam sídel
Oblastní rada Neve Midbar zahrnuje tři obce.
- Abú Kurajnát
- B'ir Hadádž
- Kasr as-Sirr

## Demografie
Podle Centrálního statistického úřadu žilo v oblastní radě k 31. prosinci 2014 celkem 7000 obyvatel, populace byla zcela arabská.
| Rok            | 2013 | 2014 |
| -------------- | ---- | ---- |
| Počet obyvatel | 6900 | 7000 |